# Netzwerkinstallation
Unter einer Netzwerkinstallation versteht man eine über ein Netzwerk (Internet oder Intranet) durchgeführte Software-Installation. Diese Art der Installation ist insbesondere unter Open-Source-Software sehr verbreitet. So wird zunächst nur ein Boot-Image auf einen Datenträger gespeichert. Dieser ist meist eine DVD-ROM, heute seltener eine Diskette. Alle zusätzlichen Programme werden, wenn benötigt, über das Netz nachgeladen. Im Intranet ist es auch möglich, ein Boot-Image ohne den Umweg über einen Datenträger zu installieren, und zwar über einen DHCP-Server via Netzboot-Option einer Netzwerkkarte.